# Vinh Yen
Vinh Yen (på vietnamesiska Vĩnh Yên) är en stad i Vietnam och är huvudstad i provinsen Vinh Phuc. Folkmängden uppgick till 94 294 invånare vid folkräkningen 2009, varav 79 547 invånare bodde i själva centralorten.